# Kriegsgefangenenlager Mühling
Das Kriegsgefangenenlager Mühling (auch: Offiziersstation Mühling) war ein Kriegsgefangenenlager der Donaumonarchie während des Ersten Weltkriegs.
Das in Mühling in der Gemeinde Wieselburg-Land gelegene Lager umfasste etwa fünf Hektar und war gefangengenommenen Offizieren vorbehalten. Insgesamt konnten hier 300 Offiziere untergebracht werden. Als Unterkünfte standen gemauerte Baracken mit Zwei- oder Dreibettzimmern zur Verfügung. Eine der Besonderheiten dieses Offizierslagers war das eigene extra dort hergestellte Lagergeld (Münzen aus Eisen sowie Papiergeld). Das Lagergeld sorgte dafür, dass sich die Offiziere nach einer eventuellen Flucht außerhalb des Lagers keine Zivilkleidung oder Lebensmittel beschaffen konnten, da ihnen die Geldmittel hierzu fehlten.
In der Bewachungsmannschaft leistete auch der junge Egon Schiele seinen Soldatendienst. In seiner Freizeit malte er im Erlauftal das Bild Die zerfallende Mühle.